# Arturo Ripstein

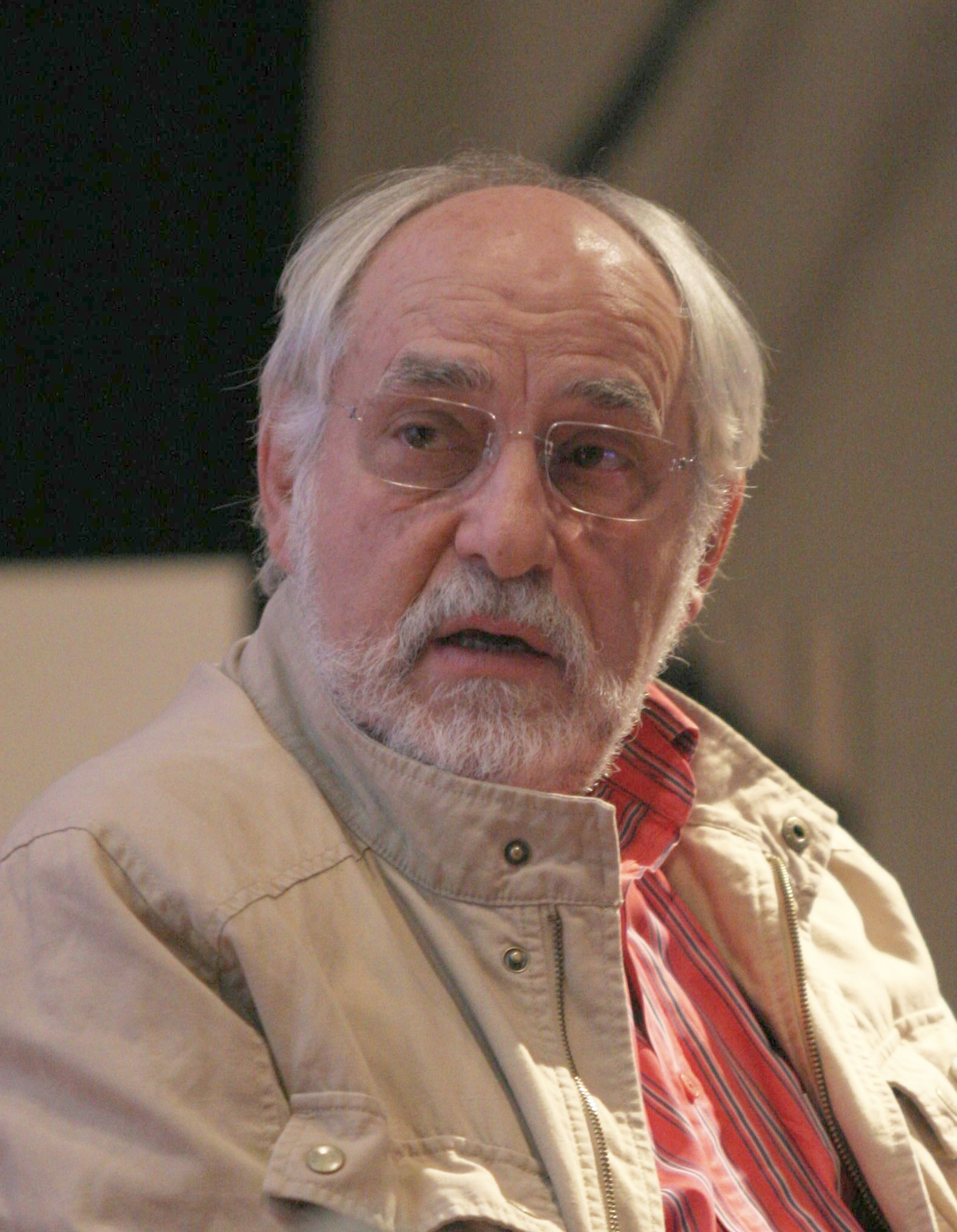
Arturo Ripstein im März 2009

Arturo Ripstein y Rosen (* 13. Dezember 1943 in Mexiko-Stadt) ist ein mexikanischer Filmregisseur, Filmproduzent und Drehbuchautor. Er begann seine Karriere als Assistent von Luis Buñuel und machte sich später einen Namen mit unabhängigen Filmen oftmals nach Vorlagen und Drehbüchern großer lateinamerikanischer Autoren.

## Leben und Werk
Arturo Ripstein wurde am 13. Dezember 1943 in Mexiko-Stadt geboren. Seine Karriere in der Filmindustrie begann er als Assistent des bedeutenden Regisseurs Luis Buñuels, an dessen Film Der Würgeengel aus dem Jahr 1962 er mitgearbeitet hatte. Im Jahr 1965 gab Ripstein mit Tiempo de Morir sein Regiedebüt. Das Drehbuch für diesen Film war von Carlos Fuentes und Gabriel García Márquez geschrieben worden. Solche Zusammenarbeiten mit großen lateinamerikanischen Schriftstellern gab es in der Folge mehrere Male.
Ripstein konnte sich in der mexikanischen Filmbranche etablieren und seine Arbeit auch unter der Regierung José López Portillo, unter dem die Filmförderung stark gekürzt wurde, ohne größere Einschränkungen fortsetzen. Tatsächlich drehte er in dieser Zeit zwei Filme, die zu seinen besten gezählt werden. Dabei handelt es sich um El lugar sin límites und La viuada negra, die beide 1977 entstanden.
Mit seinen Filmen folgte Ripstein keine kommerziellen Interessen oder versuchte einen Publikumsgeschmack zu bedienen, sondern folgte allein seinen künstlerischen Ansprüchen. Die Geschichten, die er in den Filmen erzählte, behandelten oftmals Einzelgänger und ihre Probleme. Ripstein arbeitete damit mit langen Einstellungen, in den mehrere Schauspieler auftraten und agierten, was im Gegensatz zu den modernen schnellen Schnitten und vielen Nahaufnahmen altmodisch wirkte.
1991 drehte Ripstein in Zusammenarbeit mit seiner Frau Paz Alicia Garcíadiego ein Remake des Films La mujer del puerto aus dem Jahr 1930. In der neuen Version spielten Evangelina Sosa und Damián Alcázar die Hauptrollen, an der Produktion war eine kleine unabhängige amerikanische Filmgesellschaft beteiligt. Der Film wurde als schwer vermarktbar angesehen, jedoch als ein möglicher Durchbruch des mexikanischen Films im internationalen Arthousekino angesehen. Diese Hoffnungen konnte der Film aber nicht erfüllen, sondern wurde vor allem auf zweitklassigen Filmfestivals vorgeführt. der Film wurde als düster und pessimistisch empfunden, was als Begründung für seine geringe Publikumswirksamkeit angeführt wurde.
Seinen bisher letzten Film drehte Ripstein mit La calle de la amargura im Jahr 2015. 2016 wurde er als Jurypräsident des 69. Internationalen Filmfestivals von Locarno ausgewählt.
2017 wurde er in die Academy of Motion Picture Arts and Sciences (AMPAS) aufgenommen, die jährlich die Oscars vergibt.
Arturo Ripsteins Vater Alfredo Ripstein (1916–2007) war ein bekannter mexikanischer Filmproduzent, seine Schwester Silvia war (unter dem Pseudonym Daniela Rosen) Filmschauspielerin, und auch seine Söhne sind im Filmgeschäft tätig: Alejandro Ripstein ist Produzent und Filmeditor und Gabriel Ripstein debütierte 2015 als Regisseur.

## Filmografie
- 1966: Tiempo de morir
- 1969: La hora de la niños
- 1970: Exorcismos
- 1970: La belleza
- 1972:  El castillo de la pureza
- 1974: El Santo Oficio
- 1975: Tiempo de correr
- 1975: Ciencias sociales
- 1975: Ciencias naturales
- 1976: Foxtrot
- 1977: La viuda negra
- 1977: El lugar sin límites
- 1979: La tía Alejandra
- 1979: Der Fall Claudia Bernal (La ilegal)
- 1981: Rastro de muerte
- 1982: La seducción
- 1984: El otro
- 1986: El imperio de la fortuna
- 1991: La mujer del puerto
- 1993: Proncipio y fin
- 1994: La reina de la noche
- 1996: Profundo carmesí
- 1998: El evangelio de las maravillas
- 1999: Keine Post für den Oberst (El Coronel no tiene quien le escriba)
- 2000: Así es la vida
- 2002: La vírgen de la lujuria
- 2006: El carnaval de Sodoma
- 2011: Los razones del corazón
- 2015: La calle de la amargura
- 2019: El diablo entre las piernas